# Haggonwerva
Haggonwerva of Haggonuuera is een niet-geïdentificeerde dorpswierde in Hunsingo, genoemd omstreeks het jaar 1000 in de goederenlijsten van de Abdij van Werden.
Het wordt genoemd na Rottum en vóór Eelswerd. Mogelijk gaat het om Walsweer. De naam betekent vermoedelijk 'wierde van Haggo'.